# Quartinia libanica
Quartinia libanica är en stekelart som beskrevs av Richards 1962. Quartinia libanica ingår i släktet Quartinia och familjen Masaridae. Inga underarter finns listade i Catalogue of Life.